# مغاغة (مركز)
مركز مغاغة، مركز إداري مصري. يقع في محافظة المنيا الواقعة في جمهورية مصر العربية. القاعدة الإدارية للمركز هي مدينة مغاغة.